# راميرو غاراي
راميرو غاراي (بالإسبانية: Ramiro Garay)‏ هو لاعب كرة قدم أرجنتيني في مركز الوسط، ولد في 6 مارس 1997 في Castelli, Buenos Aires ‏ في الأرجنتين. لعب مع نادي أتليتيكو ألدوسيفي.

## وصلات خارجية
- راميرو غاراي على موقع قاعدة بيانات كرة القدم.إي يو (الإنجليزية)
- راميرو غاراي على موقع Soccerway.com (الإنجليزية)